# Liste der Monuments historiques in Plassay
Die Liste der Monuments historiques in Plassay führt die Monuments historiques in der französischen Gemeinde Plassay auf.

## Liste der Objekte

### Kirche Notre-Dame-de-l’Assomption
| Bezeichnung      | Beschreibung                                                                      | Standort | Kennzeichnung | Schutzstatus | Datum | Bild |
| ---------------- | --------------------------------------------------------------------------------- | -------- | ------------- | ------------ | ----- | ---- |
| Hochaltar        | Altar mit Tabernakel und Expositionsnische; Holz, farbig gefasst, 18. Jahrhundert | (Lage)   | PM17001240    | Inscrit      | 1981  |      |
| Weihwasserbecken | umgearbeitetes Kapitell; Stein, 14. Jahrhundert                                   | (Lage)   | PM17001241    | Inscrit      | 1981  |      |
| Taufbecken       | Stein, 18. Jahrhundert                                                            | (Lage)   | PM17001242    | Inscrit      | 1981  |      |